# Windows Sound System

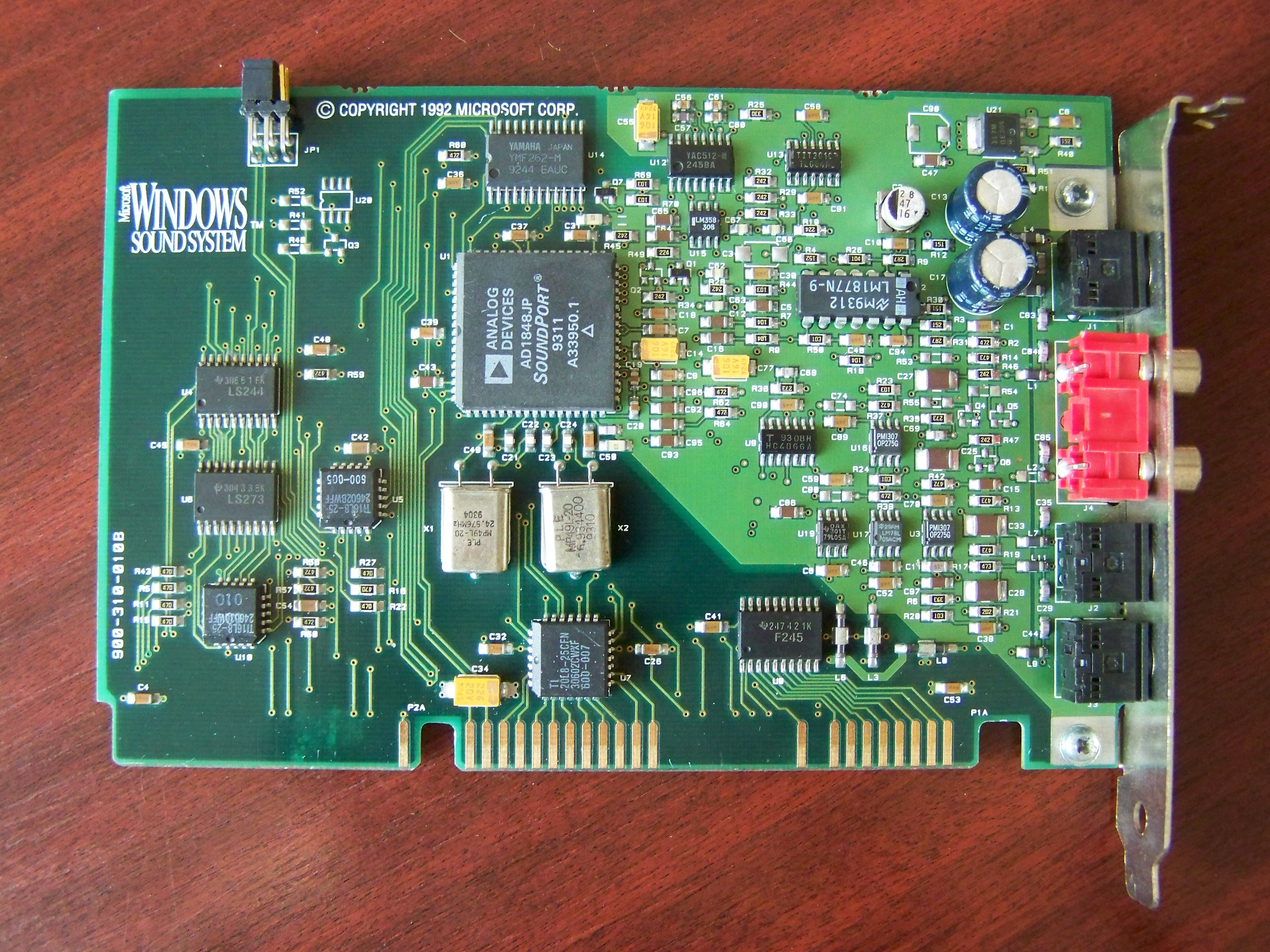
Original Microsoft Windows Sound System Soundkarte

Windows Sound System (WSS) war eine Spezifikation für Soundkarten, die von Microsoft entwickelt und erstmals Ende 1992 für Windows 3.1 veröffentlicht wurde. WSS bot Unterstützung für bis zu 16-bit 48 kHz Sampling, was über den Möglichkeiten damals etablierter Soundkarten (Sound Blaster Pro) lag. Zusätzlich verfügten WSS-Karten über Cinch-Anschlüsse, ein zu der Zeit ungewöhnliches Feature.
WSS 1.0a Treiber wurden im Februar 1993 veröffentlicht. Sie unterstützten single-mode DMA sowie mittels AdLib und Sound Blaster Emulation auch MS-DOS-Spiele. Im Oktober 1993 wurden die WSS 2.0 Treiber veröffentlicht, welche neben WSS- auch OEM-Soundkarten diverser Hersteller unterstützten (Media Vision, Creative Labs, ESS Technology). Enthalten war auch ein verbesserter DOS-Treiber, WSSXLAT.EXE welcher Sound Blaster 16 Kompatibilität ermöglichte, jedoch ohne FM- oder Wavetable-Synthese.
Die Spezifikation standardisierte auch die Hardware von WSS-Soundkarten: Sie basierten auf dem Analog Devices AD1848 Codec-Chip und dem Yamaha OPL3 (YMF262-M) FM-Synthese-Chip.